# ING
ING Groep N.V. är ett nederländskt finans- och försäkringsbolag. ING stod ursprungligen för Internationale Nederlanden Groep. ING tillhör topp 20 bland de största bankerna i världen. 
ING var huvudsponsor till formel 1-stallet Renault. På grund av det då rådande ekonomiska klimatet lämnade företaget F1 efter säsongen 2009.
Som en effekt av finanskrisen 2008 tvingades den nederländska regeringen skjuta till 10 miljarder euro. 